# متره و برآورد
متره و برآورد (به انگلیسی: Quantity surveying and estimating) در مهندسی عمران به فرایند اندازه‌گیری مقدار مصالح مورد نیاز برای اجرای یک پروژه یا محاسبه مقدار مصالح به کار رفته در یک پروژه اجرا شده گفته می‌شود. این اندازه‌گیری‌ها و آنالیزها معمولاً در جدول‌هایی خاص انجام می‌گیرند که به آن‌ها صورت وضعیت گفته می‌شود. متره و برآورد یکی از زیرمجموعه‌های مدیریت پروژه است. به افراد شاغل در این حرفه مترور گفته می‌شود. یک مترور باید درک خوبی از روش‌های ساخت و ساز و هزینه این روش‌ها داشته باشد. متره جهت محاسبه مقادیر و برآورد جهت پیش‌بینی قیمت اجرای پروژه‌های عمرانی کاربرد دارد.
وظایف یک مترور شامل موارد زیر است:
- مقدار و کیفیت مصالح مورد نیاز
- برآورد نیروی انسانی مورد نیاز برای اجرای پروژه
- تعیین نرخ در مناقصه‌ها
- زمانبندی ساخت و ساز